# 香箱座り

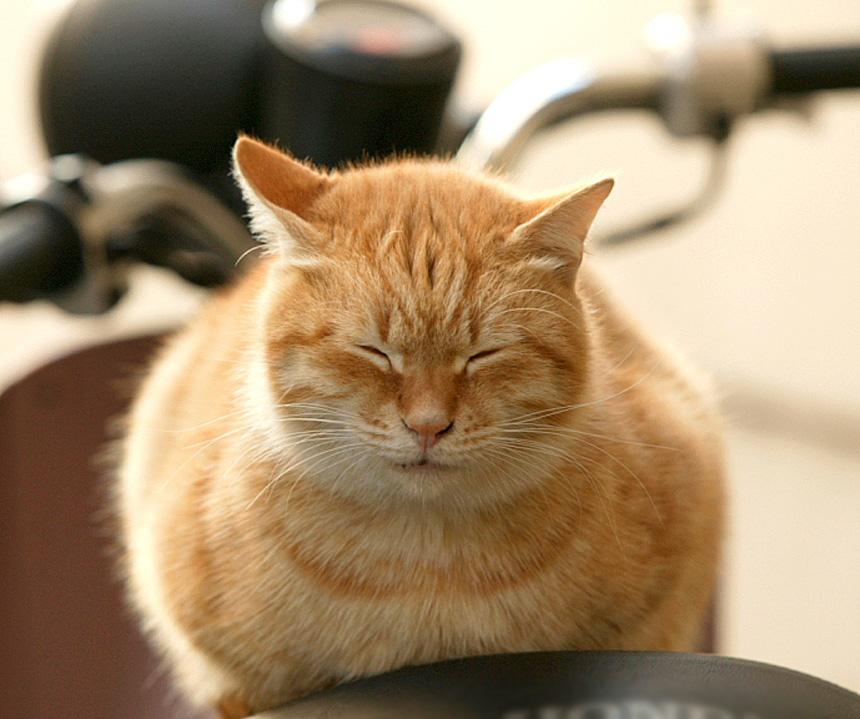
前方から （睡眠中）

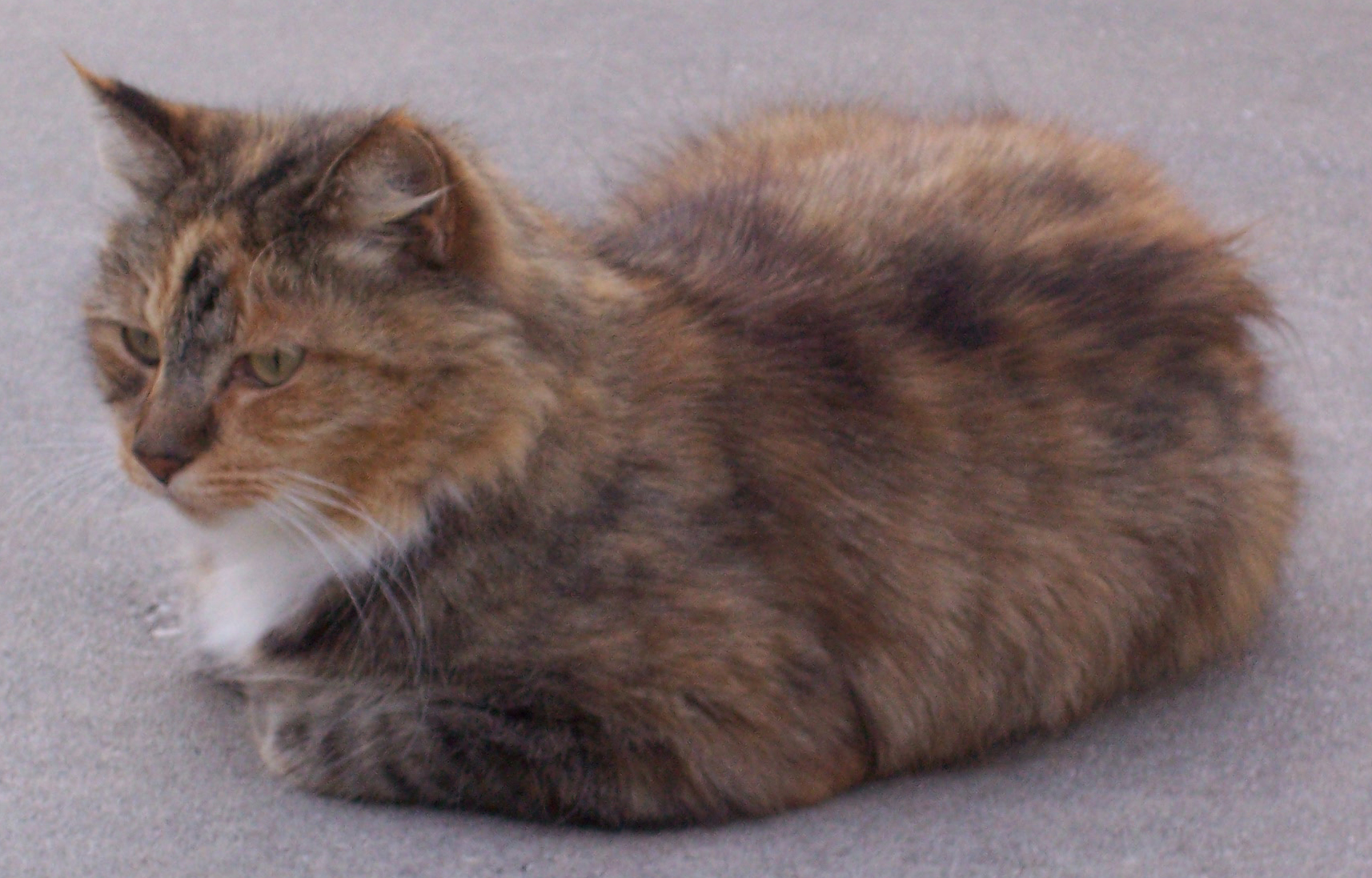

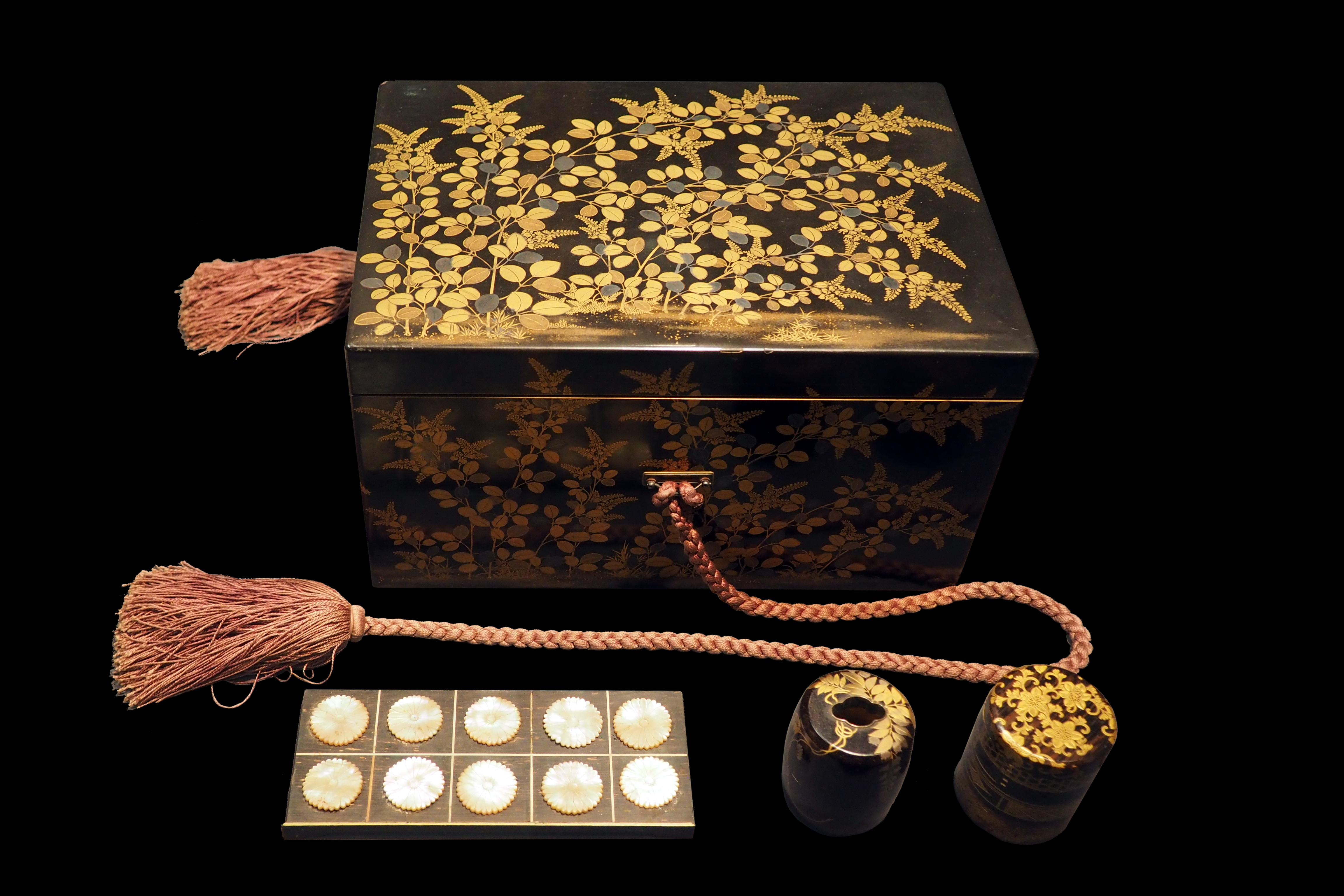
香箱 （蓋部分に丸みがあるものもあった）

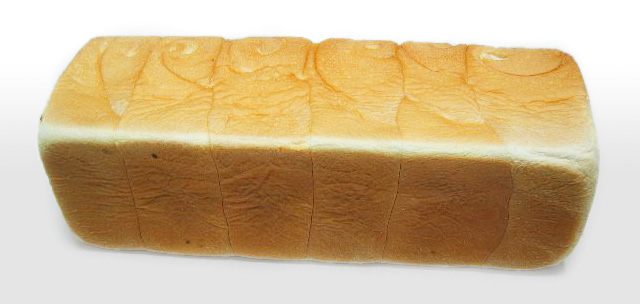
Loaf

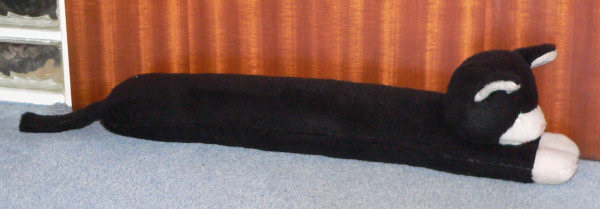
参考：すきま風対策のドラフトエクスクルーダー

香箱座り（こうばこずわり）は、ネコの座法の一種。「箱座り」「香箱を組む」「香箱を作る」などとも呼ばれる。
うさぎなど猫以外の一部の動物も香箱座りをする。※後述
ただつくばっているだけでなく、「前脚を胸毛の奥（内側）へ折り曲げている場合のみ」を定義対象とする説もある。これと同様の厳密な定義において、英語圏ではパンの塊に例えて「catloaf」と呼ばれたり、「meatloaf」とも呼ばれる（なお、料理のミートローフも形状がパンの塊に似ていることから名前がついている）。

## 概要
ネコが背を丸めてつくばっている様子が、香箱の形を連想させるため、メタファーとして、「香箱を作る」と呼ばれるようになったとされる。この時前足は内側に折り込まれ肉球は上を向いた状態になっている。
四肢をすべて畳んでいるためすぐに動くことができず、リラックスした状態であるが、周囲を観察できるよう頭は上げており、一定の警戒心も保った体勢である。
前足の長い猫、太った猫、体の大きな猫、スコティッシュフォールドなど足の関節に異常が多い種類の猫は、前足に負担がかかるため香箱座りの姿勢を取りにくい。香箱座りは猫の座法として有名であるがネコ科動物であるトラやライオンはもとよりうさぎ、犬、ヤギ、クマなども香箱座りをすることもある。
猫は足の裏に汗をかいて体温調節をするため、暑い季節には、足の裏がお腹の毛の中に隠れてしまう香箱座りの体勢をとることは少なくなる。

## 書物から
森鷗外『青年』（1910-1911年）、芥川龍之介『老年』（1914年）『お富の貞操』（1922年）、寺田寅彦『子猫 』、宮本百合子『子供・子供・子供のモスクワ 』(1930年)などに、「香箱を作る」の表現が見られる。また、尾崎紅葉『紫』（1894年）では、人間（女房）に対しての表現としても使われている。『東京語辞典』（1917年）には、意味として「行儀よく坐れるまま、何事もせずに居ること」「所在なくして香匣を造る」などと定義されている。